# Милан Савич
Милан Савич (на сръбски: Милан Савић) е сръбски учен, доктор на науките, белетрист и общественик от края на 19 и началото на 20 век.

## Биография
Основно и прогимназиално образование получава в Нови Сад. Учи медицина, а по-късно философия (история и география) в Лайпциг (Липиска), където защитава докторат. Притежавайки сериозна философска и филологическа подготовка се посвещава на учителстване в Нови Сад. Участва активно в обществения живот на земите по военната граница и на войводство Сърбия и Тамишки Банат. Сътрудничи на всички известни сръбски списания и вестници по него време (Явор, Застава, Единство, Летопис Матице сръбске, Позорище и др.).
Милан Савич е дългогодишен секретар на Матица Сръбска и редактор на нейния орган – Летопис Матице сръбске. Автор е на повести, разкази и битови драми с патриотична тематика. Пише статии, критики и отзиви. Преводач от и на немски.
Книжовното му дело се състои от творбите (на сръбски) „Из прошлих дана, приче“, „Из српске књижевности, слике и расправе“, „Млади Милетић“, „Лаза Костић“ и др. Автор е на първата сръбска „Историја Бугарскога народа до пропасти државе му“.